# Agkistrodon piscivorus
La boca de algodón (Agkistrodon piscivorus) es una serpiente venenosa, una especie de crótalo, que habita en el sur este de Estados Unidos.  Los adultos son grandes y capaces de producir una mordida dolorosa y potencialmente fatal. Si se las enfrenta, se defienden enrollando sus cuerpos y exhibiendo sus colmillos. Aunque su capacidad de agresión ha sido exagerada, en rara ocasión los machos territoriales se acercan a los intrusos de manera agresiva. Este es el único crótalo semiacuático del mundo, por lo general suele encontrarse en o cerca del agua, particularmente en lagos poco profundos y con poco movimiento, arroyos y marismas. Esta serpiente es muy buena nadadora y a veces inclusive se adentra en el mar, colonizando con éxito islas frente a las costas del Atlántico y del Golfo de México.
Su nombre científico deriva de las palabras griegas agkistron ('anzuelo') y  odon  ('diente'), y el nombre de la especie proviene del latín  piscis ('pez') y voro ('alimentarse'); por lo tanto el nombre científico se traduce como 'comedora de peces con diente de anzuelo'. Los nombres comunes incluyen variantes de mocasín de agua, mocasín de pantano o mocasín negro; o boca de algodón. Muchos de sus nombres comunes hacen referencia a su actitud amenazante, ya que estas especies suelen plantarse frente al intruso y boquear, exhibiendo el borde blanco de su boca. Existen tres subespecies reconocidas, incluidas las subespecies nominadas que se describen aquí.  Su dieta consiste principalmente de peces y ranas, aunque es muy variada y cosa extraña existen informes que también comería carroña.

## Descripción
A. piscivorus es la especie más grande del género Agkistrodon. Los adultos comúnmente exceden los 80 cm de longitud total (incluida la cola); las hembras son típicamente más pequeñas que los machos. La longitud total, por estudio de adultos, fue de 65 a 90 cm. Se ha encontrado que la masa corporal promedio es de 292.5 a 579.6 g en los machos y 201.1 a 254.1 g en las hembras. Ocasionalmente, los individuos pueden exceder los 180 cm de longitud total, especialmente en la parte oriental de su rango.
Aunque supuestamente se han visto ejemplares más grandes en la naturaleza, según Gloyd y Conant (1990), el espécimen más grande registrado de A. p. piscivorus tenía 188 cm de longitud total, basado en un espécimen capturado en la región de Great Dismal Swamp y entregado al Jardín Zoológico de Filadelfia. Aparentemente, esta serpiente resultó herida durante la captura, murió varios días después y se midió cuando estaba recta y relajada. Los especímenes grandes pueden ser extremadamente voluminosos, con la masa de un ejemplar de aproximadamente 180 cm de longitud total que se sabe que pesa 4,6 kg .
La cabeza ancha es distinta del cuello, y el hocico tiene un perfil romo con el borde de la parte superior de la cabeza que se extiende hacia adelante un poco más allá de la boca. Existen placas craneales sustanciales, aunque las placas parietales a menudo están fragmentadas, especialmente hacia la parte posterior. La escala del lorum es ausente. Se observan entre 6 y 9 supralabiales y entre 8 y 12 infralabiales. En la mitad del cuerpo, hay 23-27 filas de escamas dorsales. Todas las filas de escamas dorsales tienen quillas, aunque las de las filas más bajas son débiles. En los machos y las hembras, las escamas ventrales son 130-145 / 128-144 y las subcaudales 38-54 / 36-50. Muchas de estas últimas pueden estar divididas.

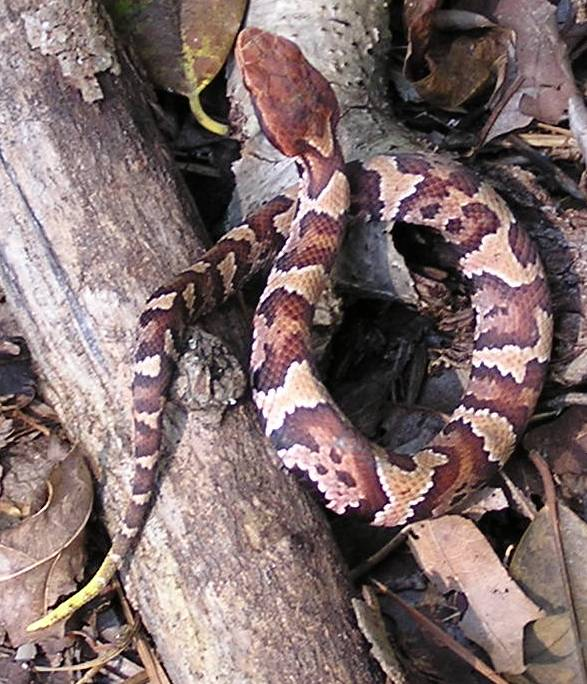
A. piscivorus recién nacida, mostrando los colores contrastantes característicos y la punta de la cola amarilla.

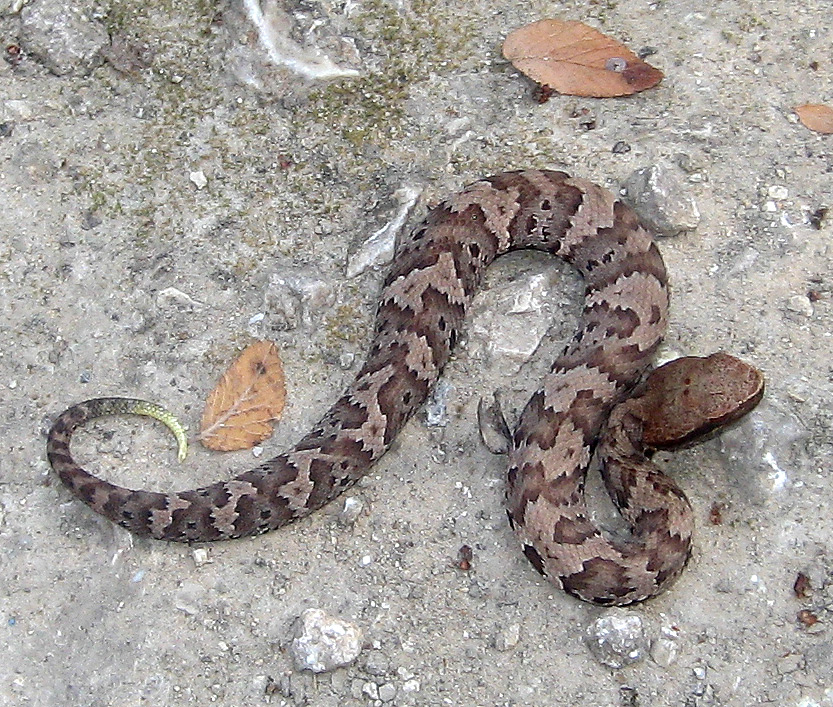
Mocasín acuático juvenil

Aunque la mayoría de los especímenes son casi o incluso totalmente negros (con la excepción de las marcas de la cabeza y la cara), el patrón de color puede consistir en un color principal marrón, gris, bronceado, amarillento-oliva o negruzco, que se superpone con una serie de 10-17 bandas cruzadas de color marrón oscuro a casi negro. Estas bandas cruzadas, que generalmente tienen bordes negros, a veces se rompen a lo largo de la línea media dorsal para formar una serie de medias bandas escalonadas a cada lado del cuerpo. Estas bandas cruzadas son visiblemente más claras en el centro, casi coinciden con el color del suelo, a menudo contienen marcas oscuras irregulares y se extienden bien hacia las escamas ventrales. El patrón de bandas dorsales se desvanece con la edad, por lo que los especímenes mayores son de color marrón oliva, marrón grisáceo o negro casi uniforme. El vientre es blanco, blanco amarillento o bronceado, marcado con manchas oscuras, y se vuelve más oscuro en la parte posterior. La cantidad de pigmento oscuro en el vientre varía de prácticamente ninguno a casi completamente negro. La cabeza es de un color marrón más o menos uniforme, especialmente en A. p. piscivorus. Los especímenes subadultos pueden exhibir el mismo tipo de manchas parietales oscuras características de Agkistrodon contortrix, pero a veces todavía son visibles en los adultos. Las poblaciones orientales tienen una franja ancha, oscura, postocular, bordeada con pigmento pálido arriba y abajo, que es débil o ausente en las poblaciones occidentales. La parte inferior de la cabeza es generalmente blanquecina, crema o bronceada.
Los especímenes juveniles y subadultos generalmente tienen un patrón de color más contrastante, con bandas cruzadas oscuras en un color principal más claro. El color principal es entonces bronceado, marrón o marrón rojizo. La punta de la cola suele ser de color amarillento, volviéndose amarillo verdoso o verdoso en los subadultos, y luego negro en los adultos. En algunos juveniles, el patrón de bandas también se puede ver en la cola. Las serpientes jóvenes mueven las puntas de sus colas para atraer a las presas.
Esta especie a menudo se confunde con la serpiente cabeza de cobre, A. contortrix. Esto es especialmente común con los juveniles, pero existen diferencias. A. piscivorus tiene rayas anchas y oscuras en los lados de la cabeza que se extienden hacia atrás desde el ojo, mientras que A. contortrix tiene solo una línea delgada y oscura que separa los supralabiales pálidos del color algo más oscuro de la cabeza. Las serpientes de agua del género Nerodia también son similares en apariencia, tienen un cuerpo grueso con cabezas grandes, pero tienen pupilas redondas, sin foseta loreal, una sola escama anal, escamas subcaudales divididas y un patrón de color general distintivo.

## Distribución Geográfica
A. piscivorus se encuentra en el este de los Estados Unidos desde Great Dismal Swamp en el sureste de Virginia, al sur a través de la península de Florida y al oeste hasta Arkansas, el este y el sur de Oklahoma y el oeste y el sur de Georgia (excluyendo el Lago Lanier y el Lago Allatoona.) Existen algunos registros que indican que la especia habita a lo largo del Río Grande en Texas, pero se cree que representan poblaciones disjuntas, ahora posiblemente erradicadas. La localidad tipo dada es "Carolina", aunque Schmidt (1953) propuso que esto se restringiera al área alrededor de Charleston, Carolina del Sur.
Campbell y Lamar (2004) mencionaron que esta especie se encuentra en Alabama, Arkansas, Florida, Georgia, Illinois, Indiana, Kentucky, Luisiana, Misisipi, Misuri, Carolina del Norte, Oklahoma, Carolina del Sur, Texas y Virginia. Los mapas proporcionados por Campbell y Lamar (2004) y Wright y Wright (1957) también indican su presencia en el oeste y centro de Tennessee y el extremo sureste de Kansas, y la limitan a la parte occidental de Kentucky.
En Georgia, se encuentra en la mitad sur del estado hasta unos pocos kilómetros al norte de la Zona de Caída, con pocas excepciones. Su rango también incluye el valle del Río Ohio hasta el norte del sur de Indiana, y habita en muchas islas barrera frente a las costas de los estados donde se encuentra.

## Subespecies
| Subespecies      | Autor del taxón  | Nombre común               | Rango |
| ---------------- | ---------------- | -------------------------- | --- |
| A. p. conanti    | Gloyd, 1969      | Boca de algodón de Florida | Estados Unidos, en el extremo sur de Georgia y casi todo el estado de Florida, incluidas muchas de las islas sobre la costa |
| A. p. leucostoma | (Troost, 1836)   | Boca de algodón occidental | Estados Unidos, desde el sur de Alabama a lo largo de la costa del Golfo de México, incluidas las islas fuera de la costa, hasta el sur y centro de Texas, y por el norte Oklahoma, Misuri, Illinois e Indiana                             |
| A. p. piscivorus | (Lacépède, 1789) | Boca de algodón oriental   | Estados Unidos desde el sureste de Virginia, la planicie costera del Atlántico y lower Piedmont de North y Carolina del Sur, incluidos los bancos de arena, penínsulas e islas a lo largo de la costa atlántica, y por el oeste en Georgia |